# 曹岗乡
曹岗乡，是中华人民共和国河南省新乡市封丘县下辖的一个乡镇级行政单位。

## 行政区划
曹岗乡下辖以下地区：
曹岗村、后府村、班占村、李和村、耿堤村、张占村、清河集村、何柳园村、邵占村、姚务村、前马常岗村、鹿和村、谢马牧村、后马常岗村、后运墙村、王马牧村、丁杏头村、大柳园村、郭杏头村、乔占村、王芦集村、夹堤村、厂门口村、前运墙村和马房村。